# Leioproctus velutinellus
Leioproctus velutinellus är en biart som beskrevs av Michener 1965. Leioproctus velutinellus ingår i släktet Leioproctus och familjen korttungebin. Inga underarter finns listade i Catalogue of Life.